# 마뉘엘 아모로스
마뉘엘 아모로스(프랑스어: Manuel Amoros, 1962년 2월 1일, 랑그도크-루시용 지방 님 ~)는 프랑스의 전직 프로 축구 선수로, 현역 시절 우측 수비수로 활약했다. 그는 프랑스 국가대표팀에서 82경기를 출전했고, 1984년과 1992년에 유럽 선수권 대회 본선에 출전했고, 1982년과 1986년에는 월드컵 본선에 출전했다.

## 클럽 경력
아모로스는 가르 주 님 출신으로, 현역 시절 대부분을 프랑스 1부 리그의 모나코에서 보냈다. 그는 마르세유 소속으로 츠르베나 즈베즈다와의 1991년 유러피언컵 결승전에 출전했지만, 승부차기 주자로 나서서 실축하면서 3-5로 패해 우승을 내주었다.

## 국가대표팀 경력
아모로스는 프란시스코 프랑코 정권의 박해를 피해 프랑스로 온 스페인 난민 가정 출신이었다. 그는 프랑스 국가대표팀 일원으로 국가대항전에 출전했다.
그는 삼색 군단(Tricolor) 소속으로 1982년과 1986년 월드컵에 출전해 큰 활약을 펼쳤다. 그는 서독과의 준결승전에서 89분에 골대를 강타했고, 승부차기 주자로 나서서 골망을 흔들었지만, 탈락을 막기에는 역부족이었다.
프랑스 안방에서 열린 유로 1984에서, 아모로스는 특유의 성질머리를 내며 덴마크전에서 상대 미드필더 예스퍼 올센에게 박치기를 하며 퇴장당했다. 그는 본래 3경기 출장 정지 징계를 받았다. 그에 따라 미셸 이달고 국가대표팀 감독은 스페인과의 결승전을 치를 때서야 그를 교체 투입으로 복귀시킬 수 있었고, 파란 군단(Les Bleus)은 파르크 데 프랭스에서 2-0으로 이겨 정상에 올랐다.
1986년 월드컵에서 24세가 된 아모로스는 국제 언론으로부터 최우수 좌측 수비수로 지명되었다.

## 감독 경력
2010년 6월, 아모로스는 코모로 제도의 국가대표팀 감독으로 취임했고, 그는 이후 2010년 9월까지 지휘봉을 잡았다. 2012년 1월, 그는 2011년 8월부터 감독직을 역임하던 에드메 코조의 후임으로 베냉 국가대표팀 감독이 되었다.

## 수상
모나코
- 디비시옹 1: 1981–82, 1987–88[2]
- 쿠프 드 프랑스: 1984–85[2]

마르세유
- 디비시옹 1: 1989–90, 1990–91, 1991–92[2]
- 챔피언스리그
  - 우승: 1992–93
  - 준우승: 1990–91

프랑스
- 유럽 선수권 대회: 1984[2]
- 월드컵 3위: 1986

개인
- 월드컵 최우수 신인 선수: 1982
- 옹즈 다르장: 1986
- 프랑스 올해의 축구 선수: 1986
- 월드컵 대회의 선수단: 1986
- FIFA 올해의 선수단: 1986[8]